# A Birodalom örökösei
A Birodalom örökösei (angolul: Heir to the Empire) 1991-ben megjelent Csillagok háborúja könyv, írója Timothy Zahn, a Thrawn-trilógia első része. A Birodalom örökösei Timothy Zahn első Csillagok háborúja könyve. 1995-ben képregény is készült belőle.

## Magyarul
- A birodalom örökösei. A Csillagok háborúja folytatódik; ford. Novák Csanád; Walhalla Páholy, Bp., 1991

## Fordítás
- Ez a szócikk részben vagy egészben  a   Heir to the Empire című angol Wikipédia-szócikk ezen változatának fordításán alapul.  Az eredeti cikk szerkesztőit annak laptörténete sorolja fel. Ez a jelzés csupán a megfogalmazás eredetét és a szerzői jogokat jelzi, nem szolgál a cikkben szereplő információk forrásmegjelöléseként.